# Gracilocyon
Il Gracilocyon era un mammifero carnivoro vissuto in Francia e in Nordamerica tra la fine del Paleocene e il primo Eocene. È uno dei più antichi esponenti della famiglia dei Miacidi, gli antenati dei moderni Carnivori.

## Diffusione e incerta classificazione delle specie
La specie G. solei è stata scoperta per la prima volta nel 2010 presso Doormal in Belgio dai paleontologi Thierry e Richard Smith. I loro studi hanno evidenziato che i primi Miacidi erano molto più differenziati di quanto non si supponesse in precedenza: la specie G. solei presenta premolari inferiori stretti e una cuspide presente sul P4, corone alte per lo stesso P4 e i molari, il primo molare ha un profilo triangolare mentre il secondo è corto e largo. Queste caratteristiche differiscono da tutti gli altri esponenti della famiglia Miacidi ad eccezione della specie M. rosei. Le piccole differenze di quest'ultima sono state considerate dai 2 paleontologi come "derivate" e pertanto propongono di classificare entrambe le specie al genere Gracilocyon.

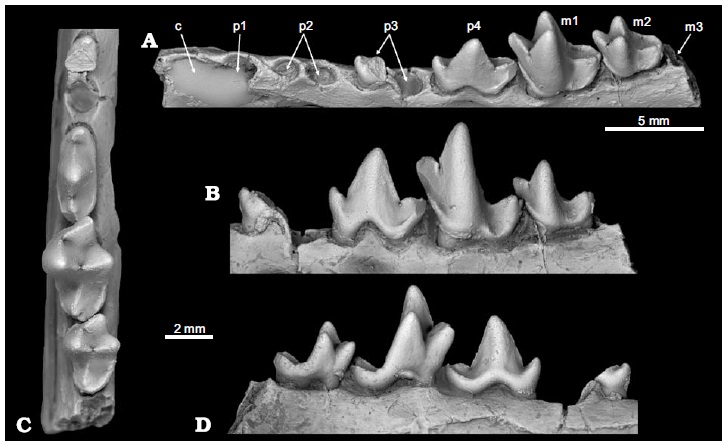
Mandibola di Gracilocyon winkleri

La specie G. solei è però anche strettamente imparentata con la sua variante nordamericana G. winkleri scoperta nel Wyoming: condividono le stesse dimensioni ridotte, lo stesso aspetto gracile (da cui il nome dato al genere) dei denti, lo stesso molare M2 con un'alta trigonide e una stretta e profonda talonide, differiscono tra loro per le dimensioni (la versione americana è 27% più grande della belga).
Gracilocyon è chiaramente distinguibile da tutti gli altri generi della famiglia Miacidi e mostra affinità soltanto con la specie Oödectes herpestoides vissuta 5 milioni di anni dopo nel Wyoming: G. winkleri e Oödectes condividono le stesse dimensioni e la stessa morfologia della dentatura superiore.
Nel 2013, nel bacino di Le Quesnoy in Francia è stata effettuata un'ulteriore scoperta di fossili di Gracilocyon solei, assieme a resti di Vassacyon taxidiotis e (Miacis) Dormaalocyon latouri. Il sito è datato all'intervallo tra Paleocene ed Eocene: questo presuppone un'origine europea del genere e una soltanto successiva radiazione nordamericana attraverso un ponte naturale che comprendeva la Groenlandia.